# USS LST-457
O USS LST-457 foi um navio de guerra norte-americano da classe LST que operou durante a Segunda Guerra Mundial.